# Kokträsket
Kokträsket (umesamiska Duölddiemejávrrie, sydsamiska Doelteme-jaevrie) är en sjö i Malå kommun i Lappland och ingår i Skellefteälvens huvudavrinningsområde. Sjön har en area på 3,93 kvadratkilometer och ligger 364 meter över havet. Sjön avvattnas av vattendraget Vågträskbäcken.

## Delavrinningsområde
Kokträsket ingår i det delavrinningsområde (725213-163793) som SMHI kallar för Utloppet av Kokträsket. Medelhöjden är 376 meter över havet och ytan är 15,66 kvadratkilometer. Det finns ett avrinningsområde uppströms, och räknas det in blir den ackumulerade arean 35,95 kvadratkilometer. Vågträskbäcken som avvattnar avrinningsområdet har biflödesordning 2, vilket innebär att vattnet flödar genom totalt 2 vattendrag innan det når havet efter 155 kilometer. Avrinningsområdet består mestadels av skog (40 procent) och sankmarker (29 procent). Avrinningsområdet har 4,29 kvadratkilometer vattenytor vilket ger det en sjöprocent på 27,3 procent.